# Flash dell'elio

Traccia evolutiva post-sequenza principale nel digramma HR di una stella della massa del Sole. Durante la permanenza nel ramo delle giganti rosse il nucleo stellare accelera gradualmente il tasso delle reazioni nucleari nel guscio di idrogeno, la stella aumenta progressivamente la sua luminosità e le sue dimensioni, spostandosi verso l'alto e verso destra nel diagramma H-R. Raggiunte temperature vicine a 10^{8} K, si innesca la fusione dell'elio nel nucleo della stella, che torna a spostarsi verso sinistra e verso il basso nel diagramma H-R.

Il flash dell'elio è una fase dell'evoluzione stellare che si verifica al termine della permanenza nel ramo delle giganti rosse per masse superiori alle 0,5 masse solari, e che porta la stella nella fase di ramo orizzontale. 

## Caratteristiche del flash
Durante la permanenza di una stella sul ramo delle giganti rosse, la combustione di idrogeno in shell produce elio, che va ad accrescere il nucleo degenere. Quando esso raggiunge circa 0,5 masse solari, le temperature sono sufficientemente alte (circa 108 K) per innescare il processo tre alfa, ovvero la fusione di tre atomi di elio in uno di carbonio.
L'instaurarsi della combustione in ambiente parzialmente degenere è un processo reazionato positivamente: infatti la pressione degli elettroni degeneri, che domina sulla pressione termica del gas, dipende esclusivamente dalla densità, quindi la struttura non reagisce all'aumento della temperatura espandendosi.
Di conseguenza si ha un aumento dell'efficienza del 3 alfa e una vertiginosa crescita della temperatura, finché la pressione dovuta al contenuto termico del gas diventa confrontabile con quella degli elettroni degeneri e la degenerazione del nucleo inizia ad essere rimossa. La stella può quindi espandersi e portarsi sul ramo orizzontale (indicato con HB, dall'inglese Horizontal Branch) in cui brucia elio al centro e idrogeno in una shell.
Il raggiungimento di questa nuova fase evolutiva in realtà avviene attraverso una serie di piccoli flash, a ciascuno dei quali corrisponde un massimo nella luminosità stellare.
Stelle con massa superiore a circa 2,3 masse solari non sviluppano un nucleo degenere al termine della combustione d'idrogeno, l'innesco dell'elio avviene in modo quiescente (nessun flash) grazie all'aumento della temperatura, dopo che la massa del nucleo inerte d'elio ha raggiunto il valore limite di Schönberg–Chandrasekhar di circa un decimo della massa totale della stella.

## Hot Flashers
Le stelle con massa minore di 0,5 masse solari non potranno mai raggiungere il limite per l'innesco della fusione dell'elio. Di conseguenza, quando la shell di idrogeno avrà consumato la gran parte del combustibile, la stella lascerà il ramo delle giganti e si disporrà su una sequenza di raffreddamento a raggio costante, sotto forma di nana bianca di elio.
C'è tuttavia un ristretto range di masse attorno al valore limite per le quali il flash dell'elio può avvenire durante la fase di raffreddamento: questi astri sono detti hot flashers, e si dispongono sul ramo orizzontale a temperature efficaci alte (pochissimo inviluppo residuo) e a luminosità leggermente minori.